# Горбачихинский сельский округ
Горбачихинский сельский округ — упразднённая административно-территориальная единица, существовавшая на территории Орехово-Зуевского района Московской области в 1994—2004 годах.
Горбачихинский сельсовет был образован 14 июня 1954 года в составе Орехово-Зуевского района путём объединения Дрезненского и Юркинского с/с.
1 февраля 1963 года Орехово-Зуевский район был упразднён и Горбачихинский с/с вошёл в Орехово-Зуевский сельский район. 11 января 1965 года Горбачихинский с/с был возвращён в восстановленный Орехово-Зуевский район.
3 февраля 1994 года Горбачихинский с/с был преобразован в Горбачихинский сельский округ.
8 апреля 2004 года Горбачихинский с/о был упразднён, а его территория передана в Горский с/о.